# خولیو لورز
خولیو لورز (اسپانیایی: Julio Lores‎؛ ۱۵ سپتامبر ۱۹۰۸ - ۱۵ ژوئیه ۱۹۴۷) یک بازیکن فوتبال اهل پرو-مکزیک بود.

## تیم ملی
وی همچنین در تیم ملی فوتبال مکزیک و تیم ملی فوتبال پرو بازی کرده است.